# باشگاه فوتبال هادرزفیلد تاون
باشگاه فوتبال هادرزفیلد تاون (به انگلیسی: Huddersfield Town) باشگاه فوتبال انگلیسی است که در شهر هادرزفیلد قرار دارد.
هادرزفیلد در فصل ۱۷–۲۰۱۶ موفق شد با غلبه بر ریدینگ در مسابقات پلی‌آف چمپیونشیپ بعد از چندین سال لیگ برتر فوتبال انگلستان صعود کند.
هادرزفیلد به اولین باشگاه انگلیسی تبدیل شد که در فصل ۱۹۲۵–۱۹۲۶ موفق به کسب سه عنوان قهرمانی متوالی لیگ انگلیس شد. دو عنوان اول لیگ زیر نظر مدیر و پیشگام هربرت چپمن به دست آمد، که او همچنین تیم را به قهرمانی در جام حذفی در سال ۱۹۲۲ هدایت کرد. آنها سه بار نایب قهرمان لیگ دسته اول و چهار بار نایب قهرمان جام حذفی شده‌اند. تاون پس از بلکپول، دومین تیمی بود که توانسته‌است در هر سه پلی آف لیگ برنده شود.
در اواخر دهه ۱۹۵۰، باشگاه توسط بیل شنکلی اداره می‌شد و دنیس لاو و ری ویلسون در آن حضور داشتند. هادرزفیلد پس از سقوط از دسته اول در سال ۱۹۷۲، ۴۵ سال را در رده‌های دوم، سوم و چهارم فوتبال انگلیس سپری کرد و سپس در سال ۲۰۱۷ به لیگ برتر بازگشت.
این تیم از سال ۱۹۹۴ بازی‌های خانگی را در استادیوم کرکلیز انجام می‌دهد که جایگزین استادیوم سابق آنها لیدز رود شده. رنگ‌های کیت باشگاه راه راه‌های آبی و سفید در سال ۱۹۱۶ به کار گرفته شد و نام مستعار آنها «تریرها» در سال ۱۹۶۹ گرفته شد. نشان فعلی هادرسفیلد بر گرفته از نشان شهر است. این تیم رقابت‌های دیرینه‌ای با باشگاه‌های مجاور بردفورد سیتی و لیدز یونایتد دارد که با آنها در دربی یورکشایر غربی رقابت می‌کنند.

## تاریخچه
سالهای اولیه و روزهای طلایی (۱۹۰۸–۱۹۴۵)
این باشگاه در سال ۱۹۰۸ تأسیس شد. بنیانگذاران پایگاهی در لیدز رود به قیمت ۵۰۰ پوند خریدند و به لیگ شمال شرقی پیوستند. فصل بعد آنها به منظور کاهش هزینه‌های سفر به لیگ فوتبال میدلند پیوستند. در تلاش برای ورود به لیگ فوتبال، باشگاه از معمار اسکاتلندی آرچیبالد لیچ دعوت کرد تا جاده لیدز را بازسازی کند. قرار بود یک غرفه ۴۰۰۰ نفری ساخته شود و برنامه‌ریزی شده بود تا ظرفیت کلی ۳۴۰۰۰ نفر را فراهم کند. پس از انجام برنامه
ها، مدیران هادرسفیلد با موفقیت برای عضویت در لیگ فوتبال در سال ۱۹۱۰ درخواست دادند و توسعه لیدز رود بلافاصله آغاز شد. با این حال، هزینه‌های توسعه بسیار بالا بود و تعداد شرکت کنندگان به زیر ۷۰۰۰ نفر کاهش یافت. هادرسفیلد در سال ۱۹۱۲ منحل شد، پس از آن یک شرکت محدود جدید برای تصاحب دارایی‌های باشگاه تشکیل شد.

نمودار پیشرفت هادرزفیلد تاون A.F.C.

طبق گزارشات، هادرسفیلد تاون در سال ۱۹۱۹ ۲۵۰۰۰ پوند بدهی داشت و تعداد شرکت کنندگان به حدود ۳۰۰۰ نفر کاهش یافت. رئیس جان هیلتون کروتر قصد داشت تا تیم را با لیدز یونایتد تازه تأسیس ادغام کند و به لیدز نقل مکان کند. این گزارش‌ها حامیان را وادار کرد تا جمع‌آوری کمک‌های مالی را برای جلوگیری از این حرکت آغاز کنند. سهام ۱ پوندی آزاد شد و باشگاه را به مالکیت عمومی تبدیل کرد. پس از یک ماه کسب سرمایه و مذاکرات، باشگاه در هادرسفیلد ماند. سپس تیم به فینال جام حذفی ۱۹۲۰ رسید و برای اولین بار این تیم به دسته اول صعود کرد.
در طول اولین فصل حضور در لیگ برتر، مربی سابق لیدز، هربرت چپمن (پس از کمک هادرسفیلد به او برای لغو محرومیتش) به عنوان دستیار جدید آمبروز لنگلی وارد شد. چپمن در مارس ۱۹۲۱ جایگزین لنگلی شد، و تیم را به مقام هفدهم رساند. در تابستان ۱۹۲۱، کلم استفنسون، بازیساز و جورج براون، بهترین گلزن تاریخ باشگاه، خریداری شدند. تاکتیک‌های چپمن بر اصول دفاع قوی و پاسخ سریع و ضدحمله، با تمرکز بر پاس‌های سریع، کوتاه و دویدن‌های گیج‌کننده از وینگرها بود. او به عنوان اولین مربی در نظر گرفته می‌شود که با موفقیت از ضد حمله استفاده کرد سایر ایده‌های پیشرو شامل یک رژیم تناسب اندام منظم برای بازیکنان، و تمرین تیم‌های ذخیره و جوانان بود که به همان سبک تیم بزرگسالان بازی می‌کردند. او یک شبکه پیشاهنگی گسترده را برای یافتن بازیکنان مناسب برای سیستم تاکتیکی خود به کار گرفت.

## افتخارات
لیگ دسته برتر انگلستان
- قهرمان (۳): ۱۹۲۳–۲۴، ۱۹۲۴–۲۵، ۱۹۲۵–۲۶

جام حذفی فوتبال انگلستان
- قهرمان (۱): ۱۹۲۲
- نایب قهرمان (۴): ۱۹۲۰، ۱۹۲۸، ۱۹۳۰، ۱۹۳۸

جام خیریه انگلستان
- قهرمان (۱): ۱۹۲۲